# MiG-110
MiG-110 (ros. МиГ-110) – rosyjski samolot pasażersko-towarowy.

## Historia
Projekt MiGa-110 powstał jako efekt wygranego konkursu ogłoszonego w 1990 roku przez Rosyjskie Siły Powietrzne na nowy samolot pasażersko towarowy. Prace projektowe nad samolotem rozpoczęły się w lutym 1992 roku. Rok później podczas pokazów lotniczych MAKS w Moskwie (Международный авиационно-космический салон) zaprezentowano model samolotu. 30 grudnia 1993 roku maszyna uzyskała formalne poparcie rządu w finansowaniu dalszych prac projektowych i przyszłej produkcji seryjnej. Jednak poza formalnym poparciem prace nad MiG-110 zamarły i ruszyły ponownie dopiero w 1997 roku. 27 października 1998 roku podpisano list intencyjny pomiędzy austriacką firmą ANL Handelsgesellschaft a rosyjskim producentem w sprawie utworzenia mieszanego przedsiębiorstwa rosyjsko-austriackiego zajmującego się produkcją i sprzedażą MiGa-110. Strona austriacka miała sfinansować dokończenie prac konstrukcyjnych maszyny a końcowy montaż samolotu odbywałby się w zakładach pod Wiedniem. Do dziś zbudowano jedynie naturalnej wielkości drewnianą makietę samolotu.

## Konstrukcja
Samolot jest dwusilnikowym górnopłatem. Kadłub maszyny przystosowany był do przewozu pasażerów lub towarów, których załadunek możliwy jest poprzez odchylanie tylnej rampy ładunkowej. Samolot posiada trójkołowe wciągane podwozie, przednie do wneki kadłuba i główne do gondoli silnikowych, posiada możliwość startu i lądowania na lotniskach o gruntowej nawierzchni. MiG-110 jest samolotem dwubelkowym, na przedłużeniu gondoli silników umieszczono stateczniki pionowe ze sterami kierunku.

## Wersje samolotu
- MiG-110N – wersja pasażerska
- MiG-110NP – wersja wojskowa
- MiG-110M – wersja pasażersko towarowa
- MiG-110A – wersja przeznaczona do produkcji i sprzedaży w Austrii